# 间型黑蛋巢菌属
间型黑蛋巢菌属（学名：Cyathia）是蘑菇科下的一个属。现并入黑蛋巢菌属（Cyathus Haller, 1768）。

## 下属物种
本属包括以下物种：
- 间型黑蛋巢菌 Cyathia intermedia
- 大孢间型黑蛋巢菌 Cyathia poeppigii
- 隆纹间型黑蛋巢菌 Cyathia rufipes